# Шеридан (окръг, Небраска)
Вижте пояснителната страница за други значения на Шеридан.
Окръг Шеридан (на английски: Sheridan County) е окръг в щата Небраска, Съединени американски щати. Площта му е 6397 km², а населението - 6198 души (2000). Административен център е град Ръшвил.